# Joseph Roth
Joseph Roth, född 2 september 1894 i Brody i dåvarande Österrike-Ungern, död 27 maj 1939 i Paris, var en österrikisk författare och journalist vars verk innefattar bland annat Radetzkymarschen och Legenden om den heliga drinkaren.

## Biografi
Roth föddes i en judisk familj i Brody, nära Lviv, (numer i Ukraina). Där växte han upp, utan sin far, i sin mammas familj - en uppväxt från vilken Roth, i den judeo-tyska småstadskulturen i den avlägsna österrike-ungerska provinsen, kom att hämta stoff till miljöer i flera av sina litterära verk.
Roth studerade i Lviv (1913) och Wien (1914), men avbröt sina studier för att tjänstgöra som frivillig (journalist) i armén under Första världskriget. Kriget och dubbelmonarkins fall påverkade Roth starkt. Han var internationalist, och i sin ungdom också socialist, men blev med åren utpräglat konservativ. Efter Första världskriget, blev Roth allt mer nostalgisk gentemot det Österrike-Ungerska imperiet, som han upplevde som en motpol mot mellankrigstidens politiska oordning, och som genom sin multietniska karaktär hade garanterat också utsatta folkgruppers, till exempel judars, rättigheter. En av hans viktigaste romaner, Radetzkymarschen, beskriver denna miljö under imperiets sista årtionden.
1919 blev Roth redaktör för tidningen Der Neue Tag i Wien. I början av 1920-talet var han reporter i Berlin. Där påbörjade han på allvar sin författarkarriär genom sin skildring av Weimarrepublikens 20-tal i den tidigt nazistkritiska romanen Spindelnätet (1923). 1922 gifte sig Roth med Friederike Richler som han träffat 1919 vid en sammankomst på Café Herrenhof - en litterär samlingsplats i mellankrigstidens Wien. Från 1923 är Roth korrespondent för tidningen Frankfurter Zeitung, och reser vida i Europa under resten av 20-talet, samtidigt som han fortsatte att publicera skönlitterära verk med vilka han främst skulle bli förknippad framför journalistiken först efter Job (1930) och Radetzkymarschen (1932).
1928 insjuknade Josephs fru, Friederike, i schizofreni varefter hon, i långa perioder, placerades på mentalsjukhus. Joseph Roth, som själv sagt sig varit alkoholist sedan åtta års ålder, hanterade sin egen uppgivenhet, både inför hustruns insjuknande och nazisternas övertagande i Tyskland 1933, genom att dricka. Samma dag som Hitler tillträdde som kansler 1933 lämnade han Berlin för Paris och skriver I ett brev till sin landsman och kollega Stefan Zweig ett brev där han ger uttryck för den totala pessimism han känner inför kontinentens framtid.
"Allt detta leder till ett nytt krig. [...] Barbariet har tillåtits härska. Gör er inga illusioner. Detta är helvetets regim"
I Paris, som visserligen skildrades kärleksfullt i Roths senare noveller, försämrades Roths hälsa stadigt i takt med tilltagande alkoholism. Efter hustruns sjukdom tyngdes Roths romanser (med skådespelerskan Sybil Rares och med Andrea Manga Bell som var hustru till en tysk kolonialist) av självförebråelser, alkoholism och avundsjuka. Mellan 1936 och 38 bodde han samman med författarinnan Irmgard Keun i Paris och publicerade ett flertal romaner, däribland Den falska vikten i vilken den österrikisk-ungerske tjänstemannen Eibenschütz går vilse i det nya samhälle som ålagts honom och till sist super ihjäl sig.
Roths sista levnadsår var olyckliga och försupna. Han dog i sviterna efter en lunginflammation i Paris 1939 och är begravd på den parisiska kyrkogården Cimetière de Thiais. Hans fru Friederike förflyttades, fortfarande sjuk, efter Josephs död till den nazistiska anstalten Hartheim i Linz där hon avrättades i gaskammare den 15 juli 1940.

## Litterära teman
Centraleuropas judiska kultur är ständigt närvarande i Roths romaner, som alla innehåller viktiga judiska karaktärer. De judiska huvudpersonerna i Job (1930) flyr antisemitism och misär i det dubbelmonarkins östra utkanter för att resa till Amerika. Samma värld av de centraleuropeiska judarnas liv och erfarenheter skildrades också i hans essäsamling Judar på vandring (1927). Det upprivande (och påtvingade) uppbrottets vemod förföljde också Roth i hans egen exil undan den framväxande nationalsocialismen i Tyskland.
Den politiska och kulturella vilsenheten som uppstod efter imperiernas fall i Europa i och med första världskrigets slut är ett annat återkommande tema i Roths romaner. Roth saknade själv det Österrike-Ungern som han kallade "det enda hemland jag någonsin haft". I Die Flucht ohne Ende (1927 på tyska men ännu ej översatt till svenska) flackar huvudpersonen runt i det Europa som helt omstöptes av första världskriget. Efter att ha varit krigsfånge i Sibirien och sedan medryckts av den ryska revolutionen, har huvudpersonen genom kärlekar och litterärt arbete Moskva och Baku återvänt till ett Österrike som han inte alls känner igen. Flera av Roths huvudpersoner kämpar med att "en ny tidsålder tagit sin början utan dem". Denna tidsålders ideologier omger den vardande nazisten Wilhelm Lohse i Spindelnätet (redan 1923), och i Den stumme profeten (postumt 1965) där Stalins och Trotskijs alteregon skildrar kommunismens moraliska kollaps.

## Böcker

### Ursprungliga utgåvor på tyska
- Das Spinnennetz (1923). Ursprungligen publicerad som följetong i den österrikiska tidningen Arbeiter-Zeitung.
- Hotel Savoy (1924).
- Die Rebellion (1924).
- Juden auf Wanderschaft (1927).
- Die Flucht ohne Ende (1927).
- Der stumme Prophet (1929 och 1965). Fragment publicerade under 1929 i Berlin. Sammanställning av tre olika manuskript resulterade i en redigerad postum utgåva 1965.
- Rechts und links (1929).
- Hiob (1930).
- Radetzkymarsch (1932).
- Der Antichrist (1934).
- Beichte eines Mörders (1936).
- Das falsche Gewicht (1937).
- Die Kapuzinergruft (1938).
- Die Legende vom heiligen Trinker (1938) .

### Böcker på svenska
- Job: historien om en enkel man (Hiob) (översättning Miriam Ehrenpreis-Nathanson, Geber, 1931); Job: roman om en vanlig människa (översättning Ingegärd Martinell, Författarförlaget, 1988)
- Radetzkymarschen (Radetzkymarsch) (översättning Hugo Hultenberg, Åhlén, 1933). Ny utgåva Aldus/Bonnier, 1966; Fischer, 1996, ISBN 91-7054-773-4
- Nikolaus Tarabas, en gäst på denna jord (Nikolaus Tarabas, ein Gast auf dieser Erde) (översättning Irma Nordvang, Tiden, 1958)
- Legenden om den helige drinkaren (Die Legende vom heiligen Trinker) (översättning och efterskrift av Erwin Leiser, Sällskapet Bokvännerna, 1962)
- Hotell Savoy (Hotel Savoy) (översättning Nils A. Bengtsson, Bromberg, 1983)
- Den falska vikten (Das falsche Gewicht) (översättning Nils Håkanson, efterord Staffan Vahlquist, Ruin, 2004) ISBN 91-85191-04-3
- Judar på vandring (Juden auf Wanderschaft) (översättning och inledning Bo Isenberg, Bokförlaget Atlantis, 2010) (Recensioner: Sorgesång över östjudendomen – Thure Stenström i Svenska Dagbladet; Joseph Roth: Judar på vandring – Leif Zern i Dagens Nyheter; Ambivalensens kreativitet – Nils Schwartz Kritikblogg Expressen)
- Spindelnätet (Das Spinnennetz) (översättning Staffan Vahlquist, Ruin, 2012)
- Kejsarbysten och andra noveller (Ur Die Erzählungen) (översättning Anders Björnsson, Atlantis, 2012)
- Den stumme profeten (Der stumme Prophet) (översättning Staffan Vahlquist, Ruin, 2017)
- En mördares bekännelse (Beichte eines Mörders) (översättning Viktor Sebes, BoD, 2018)
- Höger och vänster (Rechts und links) (översättning av Bertil Roth och Staffan Vahlquist, Ruin, 2023)